# Jette Waldinger-Thiering
Jette Waldinger-Thiering (født 18. juni 1964 i Egernførde) er en dansk-sydslesvigsk politiker, der repræsenterer Sydslesvigsk Vælgerforening (SSW) i landdagen i Kiel. Waldinger-Thiering er uddannet lærer og bor i sin hjemby Egernførde.
Jette Waldinger-Thiering er student fra Aabenraa Statsskole i 1980 og uddannet folkeskolelærer fra seminariet i Haderslev i 1983. Hun har været ansat på flere danske skoler i det sydøstlige Sydslesvig. Waldinger-Thiering er medlem af byrådet i Egernførde og medlem af SSW's landsstyrelse. I marts 2012 blev hun for første gang medlem af den slesvig-holstenske landdag, hvor hun efterfulgte den afdøde Silke Hinrichsen; i juni 2012 kom hun igen ind i delstatsparlamentet, efter at Anke Spoorendonk nedlagde sit mandat for at blive ny kultur- og justitsminister.